# 青木茂 (建築家)
青木 茂（あおき しげる、1948年 - ）は、日本の建築家。椙山女学園大学客員教授、大連理工大学客員教授、日本文理大学客員教授、韓国モグォン大学特任教授、株式会社青木茂建築工房 代表取締役。一般社団法人リファイニング建築・都市再生　理事長。リファイニング建築の提唱者。博士（工学）（東京大学）。
大分県生まれ。1971年近畿大学九州工学部（現産業理工学部）「建築学科」卒業、1977年アオキ建築設計事務所設立、1990年株式会社青木建築工房に組織変更。2006年 - 2007年の間、近畿大学産業理工学部客員教授、芝浦工業大学工学部非常勤講師、首都大学東京大学院工学研究科非常勤講師を務める。2008年 - 2012年の間首都大学東京研究戦略センター教授を務める。

## 主な作品

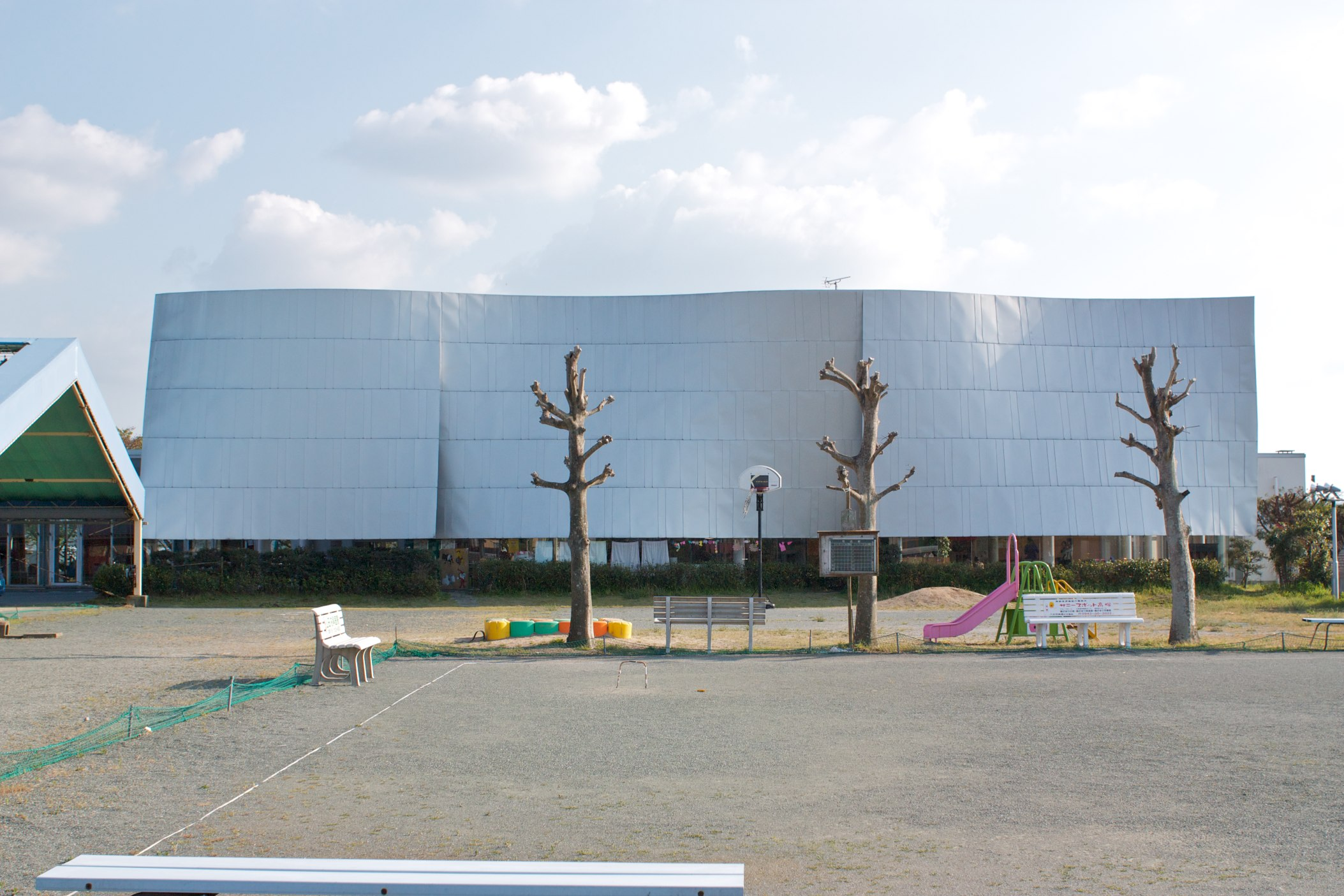
八女市多世代交流館「共生の森」

- 宇目町役場庁舎（大分県宇目町）、リファイン
- 杵築中央保育園（大分県杵築市）
- 野津原町多世代交流プラザ（大分県野津原町）、リファイン
- 八女市多世代交流館「共生の森」（福岡県八女市）、リファイン
- 八女市立福島中学校屋内運動場（福岡県八女市）、リファイン
- 福岡市農業協同組合本店ビル（福岡県福岡市）、リファイン
- 西陵公民館・老人いこいの家（福岡県福岡市）
- リベラほうしょう（愛知県知多郡武豊町）、リファイン
- 秋田オーパ（秋田県秋田市）、リファイン
- 真庭市立中央図書館（岡山県真庭市）、リファイン
- 港区立伝統文化交流館（東京都港区）、リファイン

## 受賞歴
- グッドデザイン賞、特別賞：エコロジーデザイン賞（宇目町役場庁舎）、1999年
- 第10回BELCA賞・ベストリフォーム部門（宇目町役場庁舎）、2001年
- 2001年度日本建築学会賞・業績賞（リファイン建築一連作品）、2001年
- 第14回福岡県美しいまちづくり賞大賞（八女市多世代交流館）、2002年
- グッドデザイン賞（IPSE都立大学）、2005年
- 第19回福岡市都市景観賞（福岡市協同組合本店ビル）、2005年
- 第20回福岡市都市景観賞（西陵公民館・老人いこいの家）、2006年
- グッドデザイン賞(ヴァロータ氷川台)、2021年

## 著書
- 『寺院空間の演出』（共著．双樹社、 1994年）
- 『県都・大分市への提言』（共著・大分合同新聞、 1995年）
- 『建物のリサイクル―躯体再利用・新旧併置のリファイン建築』（リファイン建築研究会、 1999年）、ISBN 9784761522162
- 『サスティナブル建築最前線』（共著、ビオシティ、 2000年）、ISBN 9784903486758
- 『リファイン建築へ』（建築資料研究社、 2001年）、ISBN 9784874607404
- 『リノベーション・スタディーズ―第三の方法』（共著・INAX出版、 2003年）、ISBN 9784872751147
- 『まちをリファインしよう』（建築資料研究社、 2005年）、ISBN 9784874608579
- 『見えない震災』（共著・みすず書房、 2006年）、ISBN 9784622072331
- 『再生建築 Reviving Buildings リファインで蘇る・建築の生命』（ユーディ・シー、 2009年）、ISBN 9784903697123
- 『団地をリファインしよう。』（リファイン建築研究会、 2009年）、ISBN 9784789275552